# Steraspis speciosa
Steraspis (Steraspis) speciosa – gatunek chrząszcza z rodziny bogatkowatych i podrodziny Chrysochroinae.
Przedplecze z podłużną bruzdą środkową. Pokrywy zielone lub brązowe, o obrzeżeniu tej samej barwy co reszta. Spód ciała z łatkami szarego owłosienia u nasady sternitów odwłoka. Wierzchołkowa krawędź ostatniego sternitu odwłoka u samicy prosto ścięta, bez ząbka. Ostatni sternit odwłoka samca V-kształtny, bardziej kanciasty niż u S. fastuosa. Edeagus samca bułkowaty, z przodu bardziej niż u S. fastuosa poszerzony, o penisie bardziej niż u wspomnianego gatunku spiczastym.
Bogatek ten występuje na półpustyniach, gdzie żeruje na akacjach i tamaryszkach.
Gatunek ten został wykazany z Algierii, Dżibuti, Erytrei, Libii, Mauretanii, Omanu, Senegalu, Sudanu.
Wyróżnia się dwa podgatunki tego chrząszcza:
- Steraspis speciosa arabica Waterhouse, 1904
- Steraspis speciosa speciosa (Klug, 1829)